# Carl Friedrich Göschel
Carl Friedrich Göschel (Langensalza, 1784. október 7. – Naumburg, 1861 vagy 1862. szeptember 22.) német egyházjogász, filozófiai és teológiai író.

## Élete
1807-től ügyvéd volt szülővárosában, később porosz szolgálatba lépett. 1834-ben az igazságügyminisztériumba osztották be, 1845-ben az államtanács tagja lett, 1848-ban nyugalomba vonult. Göschel Hegel tanítványa és az iskolának úgynevezett jobb oldalához tartozik, mely isten, egyéni halhatatlanság és Krisztus személye kérdésében az egyház elveivel megegyezőknek hirdeti a mester tanait. E párthoz tartozik még Gabler, Hinrichs, Bauer Brunos és mások. Nevezetesebb művei: Ueber Goethes Faust (Lipcse, 1824); Aphorismen über Nichtwissen und absolutes Wissen im Verhältniss zum christlichen Glaubensbekenntniss (Berlin, 1829), mely Hegelnek is meleg elismerésével találkozott; Der Monismus d. Gedankens (1832); Von d. Beweisen f. d. Unsterblichkeit d. menschl. Seele (1835); Beiträge zur special. Philos. von Gott, dem Menschen u. dem Gottmenschen (1838). Sokat foglalkozott Dantéval is, akiről 1834-ben és 1842-ben is írt.